# 大井栞
大井 栞（おおい しほり、 1999年6月29日 -）は、北海道札幌市出身のスキージャンプ選手である。札幌日本大学高等学校卒業。

## 経歴
2014/15
国際大会デビューは2014年夏のFISカップである。 初出場は7月12、13日に開催されたフィラッハ大会で、 9位を獲得。  ワールドカップ2014/15シーズンの内、国内開催の札幌 、山形の大会に出場するも、一回目のみしか跳べず、ワールドカップデビュー戦の札幌では31位、 一週間後の山形では44位に終わり、ワールドカップでのポイント獲得はならなかった。次に出場したアルマトイで開催のノルディックスキージュニア世界選手権では、個人ノーマルヒルで19位。丸山希、山田優梨菜、勢藤優花と臨んだ団体ではドイツ、ロシアに続く銅メダルを獲得した。
2015/16
2015年夏のオスロ大会でコンチネンタルカップ初出場。 20位、23位を記録し初のポイントを獲得。ワールドカップ2015/16シーズンは再び国内開催の札幌、山形の大会に出場を目指したが、選考漏れとなり出場できず、2015/16のワールドカップポイント獲得はできなかった。 ワールドカップに続いてリレハンメルで開催されたユースオリンピック冬季競技大会2016に参加。 個人で11位に混合(スキージャンプ/ノルディック複合)で8位、ノルディック混合チームの競技(スキージャンプ/ノルディック複合/クロスカントリースキー）に出場。 また、個人では、ルーマニアのルシュノフで開催のノルディックスキージュニア世界選手権2016年にエントリーしていたが、棄権した。

## 成績

### 国内大会
- 第69回北海道スキー選手権大会 - 準優勝
- 第30回全道ノルディックスキー競技大会（ジャンプ）- 3位